# Хадсон (Њу Хемпшир)
Хадсон (енгл. Hudson) насељено је место без административног статуса у америчкој савезној држави Њу Хемпшир.

## Демографија
По попису из 2010. године број становника је 7.336, што је 478 (-6,1%) становника мање него 2000. године.
| Група             | 2000.         | 2010.         |
| Белци             | 7.368 (94,3%) | 6.718 (91,6%) |
| Афроамериканци    | 96 (1,2%)     | 111 (1,5%)    |
| Азијати           | 87 (1,1%)     | 118 (1,6%)    |
| Хиспаноамериканци | 181 (2,3%)    | 289 (3,9%)    |
| Укупно            | 7.814         | 7.336         |